# Valerio Catón
Valerio Catón (en latín, Valerius Cato; Verona, Galia Cisalpina, c. 84 a. C.-c. 54 a. C.), poeta y gramático romano, fue uno de los más importantes representantes de los poetas neotéricos.

## Los neotéricos
Los neotéricos huían de la épica ampulosa y de las grandes epopeyas nacionales, buscando la perfección y pureza del lenguaje en esas obras cortas.
El conocimiento de la literatura griega y sus mitos, así como la adhesión estricta a las normas métricas son considerados por ellos como indispensables para un poeta.
Valerio Catón fue quizá el más alabado representante de la escuela y destacó especialmente en el uso del Epilio, un poema corto y ligero a modo de una pequeña y graciosa epopeya. 

## Valerio Catón
Nació en Verona, en la Galia Cisalpina, en los tiempos de la Guerra Civil. Fue acusado de haber nacido esclavo y de ser manumitido por un tal Bursenus. Al respecto, en su libro Indignatio (no está claro si es en prosa o verso) afirma que era de origen libre y que a la muerte de su padre y antes de su mayoría de edad, había sido despojado de su patrimonio en tiempos del dictador Sila y recluido en un orfanato.
Estudió con Vectius Philocomus. Escribió varios libros sobre gramática, área en que destacó, y el mencionado Indignatio, pero fue dedicándose a la poesía que consiguió cierta fortuna, la que le permitió vivir con comodidad en una villa de Tusculum. No obstante, crecientemente endeudado, terminó perdiendo todo a manos de sus acreedores y viviendo en una cabaña en la pobreza el resto de sus días.
Valerio Catón fue autor de uno de los poemas eróticos más celebrados, Lydia (en realidad un doble poema Dirae y Lydia), así como de un poema de técnica calimaquea, Dyctinna (Diana). En Lydia canta a su amada, a quien debió abandonar. En unos de sus versos expresa ese dolor:
Oh Luna, sabes lo que es dolor, una pena que llora? (Lydia 42)
Fue llamado por otros poetas de su escuela "unico magistrum, grammaticum ulltimo, optimo poetam", así como "Cato Grammaticus, latin Sirena". Es posible que Catulo le haya dedicado su Poema 56.